# Metacnemis
Metacnemis é um género de libelinha da família Platycnemididae.
Este género contém as seguintes espécies:
- Metacnemis angusta
- Metacnemis valida